# Млынник, Чеслав Геннадьевич
Чеслав Геннадьевич Млынник (род. 28 июля 1960 года) — советский и российский работник правоохранительных силовых структур, российский политический деятель. Командир Рижского отряда милиции особого назначения (1990—1991), активный участник событий января 1991 года в Риге. Полковник (2000).

## Биография
Родился 28 июля 1960 года в деревне Лугомовичи Гродненской области Белорусской ССР. Этнический поляк.
Окончил Рижскую специальную среднюю школу МВД СССР (1984, заочно), Минскую высшую школу МВД СССР (1988).
Работал слесарем в елгавском филиале завода РАФ (1978), затем проходил срочную военную службу в Вооружённых Силах СССР (1978—1980), принимал участие в боевых действиях в Афганистане.
С 1980 года работал в органах внутренних дел Латвийской ССР: водитель, участковый инспектор Бауского РОВД, оперуполномоченный, командир оперативного взвода, старший инспектор боевой подготовки Рижского отряда милиции особого назначения (ОМОН).

### Командир Рижского ОМОНа
С октября 1990 по август 1991 года — командир Рижского отряда милиции особого назначения. Участвовал в конфликте руководства СССР и Коммунистической партии Латвии с одной стороны и местных националистических властей с другой, переходившем в вооружённые столкновения. 20 января 1991 года в ходе перестрелки на бульваре Райниса, в результате которой погибли 5 человек, бойцы ОМОНа штурмом захватили здание МВД Латвийской ССР.
Весной и летом 1991 отряд занимался принудительной ликвидацией таможенных постов на границе Латвийской ССР с другими союзными республиками. В 2016 году Млынник и двое бойцов Рижского ОМОНа были заочно приговорены к пожизненному заключению по делу о нападении на таможенный пост в Мядининкае на литовско-белорусской границе. Сам Млынник отрицал участие рижского ОМОНа в этих событиях.
19 августа 1991 года во время путча ГКЧП руководимый Млынником ОМОН по приказу министра внутренних дел СССР Б. К. Пуго взял под контроль основные стратегические объекты в Риге, в результате чего на период 19-21 августа основной руководящей силой в республике стал Латвийский комитет по чрезвычайному положению под председательством А. П. Рубикса.
1 сентября 1991 Рижский ОМОН был перебазирован в Тюмень и сформирован заново как Тюменский ОМОН, командовать которым ненадолго продолжил Млынник.
Ведущий программы 600 секунд Александр Невзоров восхвалял рижских ОМОНовцев, как героев, верных присяге.

### После распада СССР
В ноябре 1991 года участвовал совместно с Александром Невзоровым в создании движения «Наши». В 1992—1993 годах принимал участие в молдо-приднестровской и грузино-абхазской войнах, командовал отрядом специального назначения, куда входило несколько десятков бывших бойцов рижского ОМОНа. Награждён орденом Леона. В 1993 года участвовал в противостояния в Москве на стороне Верховного совета. Некоторое время под вымышленной фамилией работал в ГТРК «Петербург — Пятый канал».
В январе 1994 года был арестован по обвинению в незаконном ношении и хранении оружия и подделке документов. В октябре того же года был осуждён, приговорён к лишению свободы на срок, равный фактически отбытому в предварительном заключении, и освобождён в зале суда.
В 1995 году был кандидатом в депутаты Государственной Думы II созыва по Пушкинскому одномандатному избирательному округу № 113 Московской области, на выборах занял 9 место из 18 кандидатов. В 1999 году был кандидатом в депутаты Государственной Думы III созыва по Рязанском одномандатному избирательному округу № 149.
По утверждениям СМИ, в октябре 2004 — начале 2005 гг. выполнял функции представителя Совета Безопасности РФ в Абхазии, участвовал в урегулировании внутриполитического конфликта на фоне выборов президента.

## В культуре
Бард Александр Харчиков посвятил ему песню «Солдату Империи». Александр Крылов посвятил ему песню «Песня о Чеславе».